# チャタム伯爵内閣

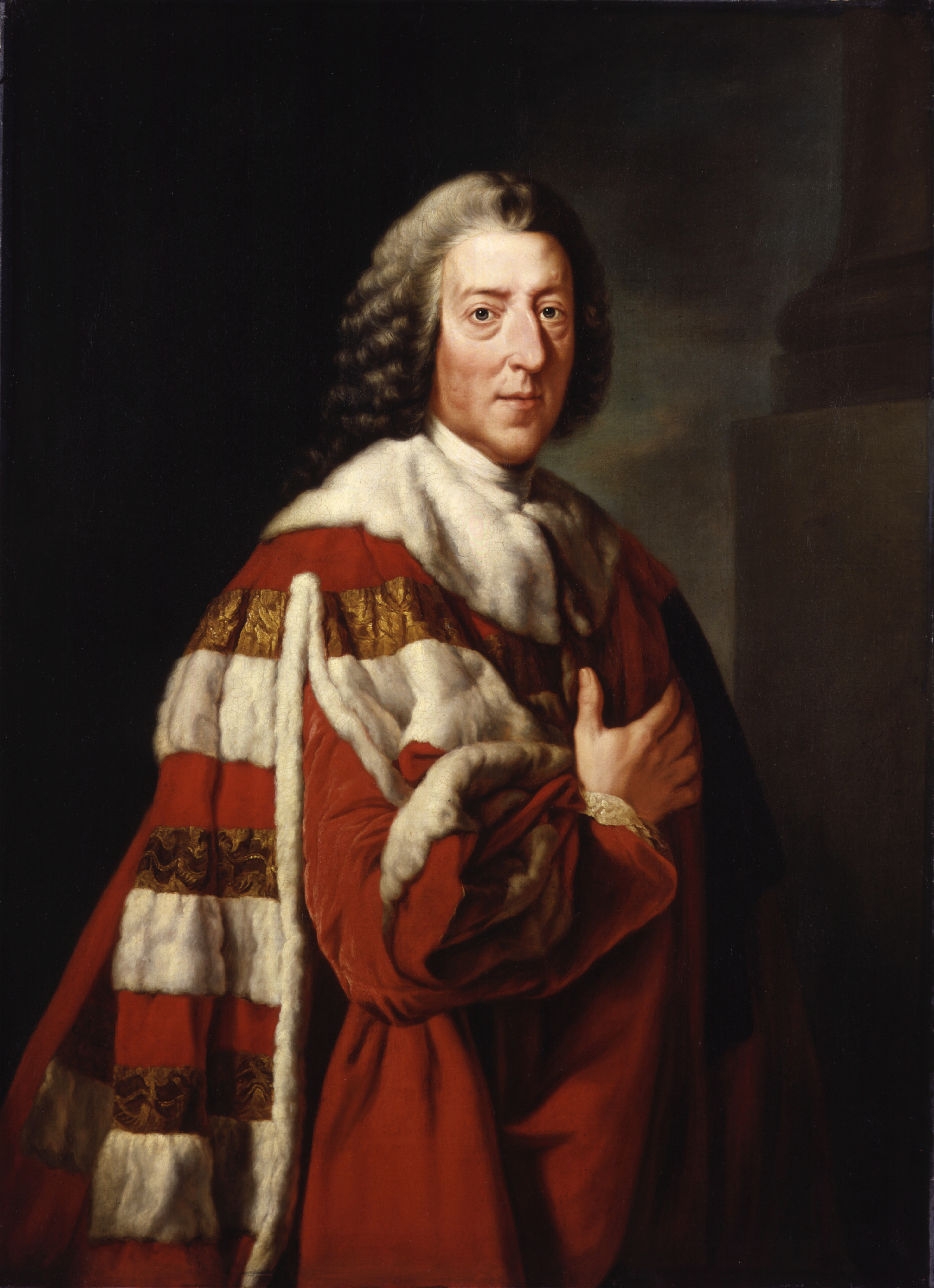
1772年のチャタム伯爵

チャタム伯爵内閣（チャタムはくしゃくないかく、英語: Chatham ministry）は1766年から1768年まで続いた、チャタム伯爵（大ピット）を首相としたグレートブリテン王国の内閣。チャタム伯爵は叙爵以前の功績で知られることも多いため、内閣はピット内閣（英: Pitt ministry）とも呼ばれる。一般的に首相とされる政治家と違い、チャタム伯爵は第一大蔵卿ではなく王璽尚書として首相を務めた。
チャタム伯爵に叙され貴族院に移籍した大ピットは「政策より人」（men, not measures）を掲げて、党派にかかわらず能力ある人物に官職を与える決意であった。そのため、第1次ロッキンガム侯爵内閣の国務大臣だったヘンリー・シーモア・コンウェイは続投した。また、大ピットの義兄テンプル伯爵が第一大蔵卿の職を拒否して野党に留まると、大ピットは第一大蔵卿をコンウェイと同じくロッキンガム派だったグラフトン公爵に与えた。大ピットに親しいカムデン男爵とシェルバーン伯爵はそれぞれ大法官と南部担当国務大臣となり、党派色の薄い海軍大臣エグモント伯爵と軍需総監グランビー侯爵も留任、元大法官だったノーティントン伯爵は閑職である枢密院議長に移り、チャールズ・タウンゼンドは財務大臣に任命された。
チャタム伯爵は長らく痛風に苦しんでおり、内閣も思うように目的を果たせなかった。「政策より人」の理想もエグモント伯爵がチャタム伯爵の外交政策に反対して海軍大臣を辞任、ロッキンガム派のチャールズ・ソーンダースが後任となったことで崩壊した。チャタム伯爵が主張した外交政策は孤立を脱するためにヨーロッパ列強に同盟国を探すことだったが、プロイセン王フリードリヒ2世が英普同盟の再締結を拒否したことで失敗に終わった。
内閣が成立した直後は危ういながらもロッキンガム派との友好を保ったが、チャタム伯爵はロッキンガム派と親しい王室会計長官のエッジカム男爵を罷免してしまう。グラフトン公爵はチャタム伯爵を尊敬してロッキンガム派と疎遠になっていたため留任し、コンウェイも留任したものの、ソーンダースをはじめ多くの閣外大臣が辞任した。海軍大臣は有能なサー・エドワード・ホーク提督が就任したものの、それ以外の官職の大半がジョージ3世の寵臣ビュート伯爵の支持者だった者に与えられたため、チャタム伯爵内閣は俄然不人気になり、野党勢力が強まることとなった。さらに同時期にチャタム伯爵がロンドンを留守にしていたとき、財務大臣タウンゼンドが1767年初に米州植民地に課税するタウンゼンド諸法を提唱したため、内閣は分裂した。
内閣が分裂の危機に陥っている最中、チャタム伯爵は躁鬱病で何もできず、グラフトン公爵はチャタム伯爵の代わりに内閣を何とかまとめようとしたが、野党のロッキンガム派、ベッドフォード派、グレンヴィル派が共闘した上に閣僚間で論争があったため困難を極めた。グラフトン公爵は前に所属したロッキンガム派の支持を得ようとして失敗した後、ベッドフォード派の支持を求めて1767年秋より1768年初まで大規模な内閣改造を行い、ゴア伯爵が枢密院議長に、ウェイマス子爵が北部担当国務大臣になった（コンウェイは無任所大臣に転じた）。また、ヒルズバラ伯爵が新設の植民地大臣に就任、対米州植民地政策の担当が懐柔的なシェルバーン伯爵からヒルズバラ伯爵に移ることとなった（シェルバーン伯爵はほかの閣僚との政策の不一致により閣議に参加しなくなった）。またタウンゼンドが死去してノース卿が財務大臣になり、庶民院院内総務の職も内閣の行方に不安を感じたコンウェイからノース卿に移った。
ベッドフォード派は団結一致していたため、内閣の主導権を握るようになり、彼らはチャタム伯爵が目指した対米州植民地政策より強硬な政策をとり、それが残った閣僚の受け入れないところとなった。1768年秋、ベッドフォード派はグラフトン公爵にシェルバーン伯爵の罷免を説得したが、このことはチャタム伯爵の怒りを招き、チャタム伯爵は1768年10月にシェルバーン伯爵とともに辞任した。チャタム伯爵の友人である大法官カムデンは留任したが、今やベッドフォード派が内閣の主導権を握っていることが明らかになり、グラフトン公爵は正式に首相となった。これによりグラフトン公爵内閣が発足したが、1年ほどしか続かず1770年1月に崩壊した。

## 内閣
| 役職             | 肖像 | 名前                           | 在任            |
| ---------------- | ---- | ------------------------------ | --------------- |
| 王璽尚書（首相） |      | チャタム伯爵                   | 1766年 - 1768年 |
| 第一大蔵卿       |      | グラフトン公爵                 | 1766年 - 1768年 |
| 北部担当国務大臣 |      | ヘンリー・シーモア・コンウェイ | 1766年 - 1768年 |
| 北部担当国務大臣 |      | ウェイマス子爵                 | 1768年          |
| 南部担当国務大臣 |      | シェルバーン伯爵               | 1766年 - 1768年 |
| 大法官           |      | カムデン男爵                   | 1766年 - 1768年 |
| 枢密院議長       |      | ノーティントン伯爵             | 1766年 - 1767年 |
| 枢密院議長       |      | ゴア伯爵                       | 1767年 - 1768年 |
| 財務大臣         |      | チャールズ・タウンゼンド       | 1766年 - 1767年 |
| 財務大臣         |      | ノース卿                       | 1767年 - 1768年 |
| 海軍大臣         |      | エグモント伯爵                 | 1766年          |
| 海軍大臣         |      | サー・チャールズ・ソーンダース | 1766年          |
| 海軍大臣         |      | サー・エドワード・ホーク       | 1766年 - 1768年 |
| 軍需総監         |      | グランビー侯爵                 | 1766年 - 1768年 |
| 植民地大臣       |      | ヒルズバラ伯爵                 | 1768年          |
| 無任所大臣       |      | ヘンリー・シーモア・コンウェイ | 1768年          |